# Jeremi Przybora

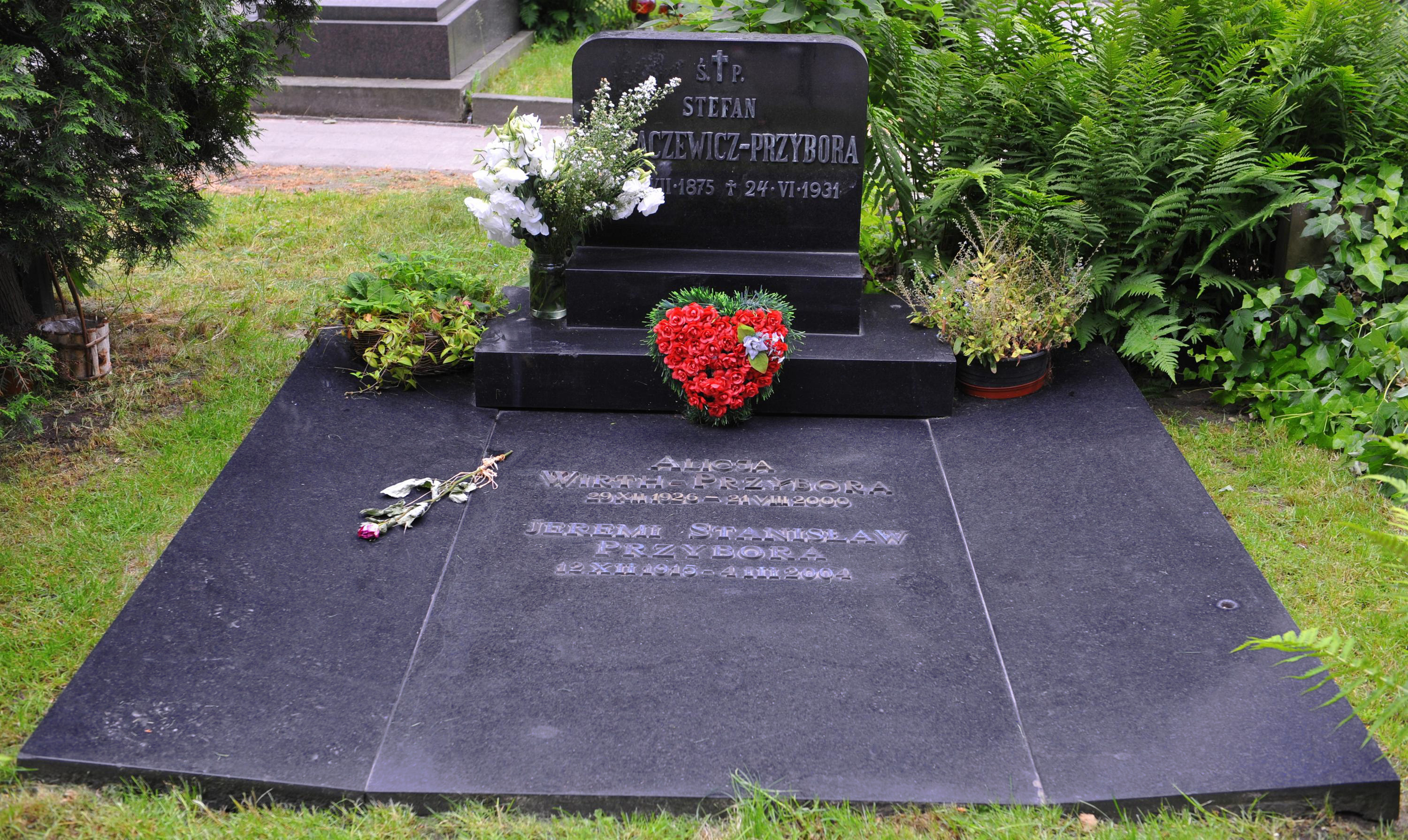
Grób Jeremiego Przybory na cmentarzu ewangelicko-reformowanym w Warszawie

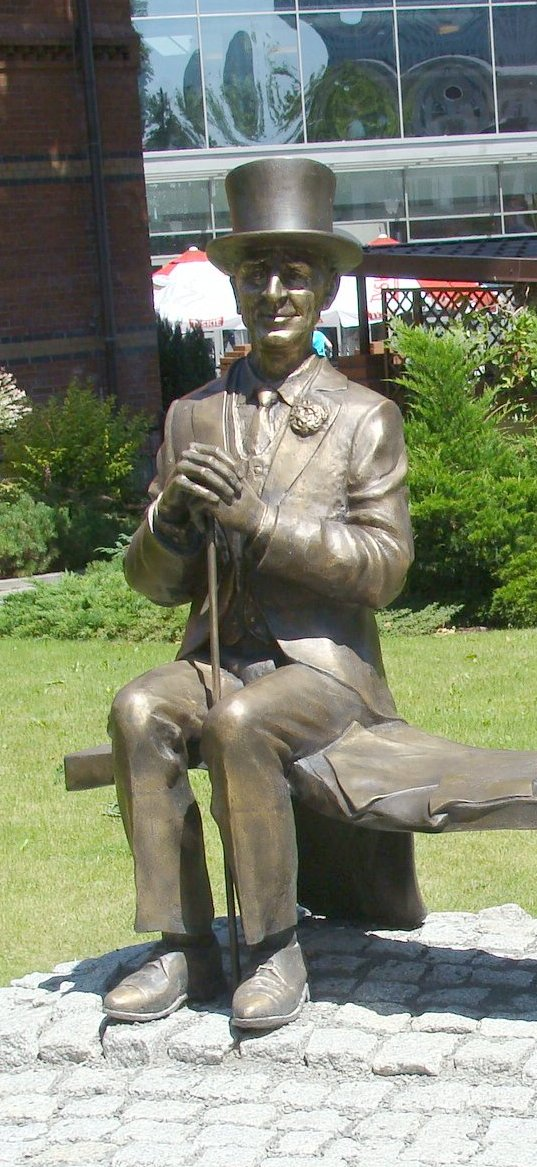
Pomnik Jeremiego Przybory w Opolu

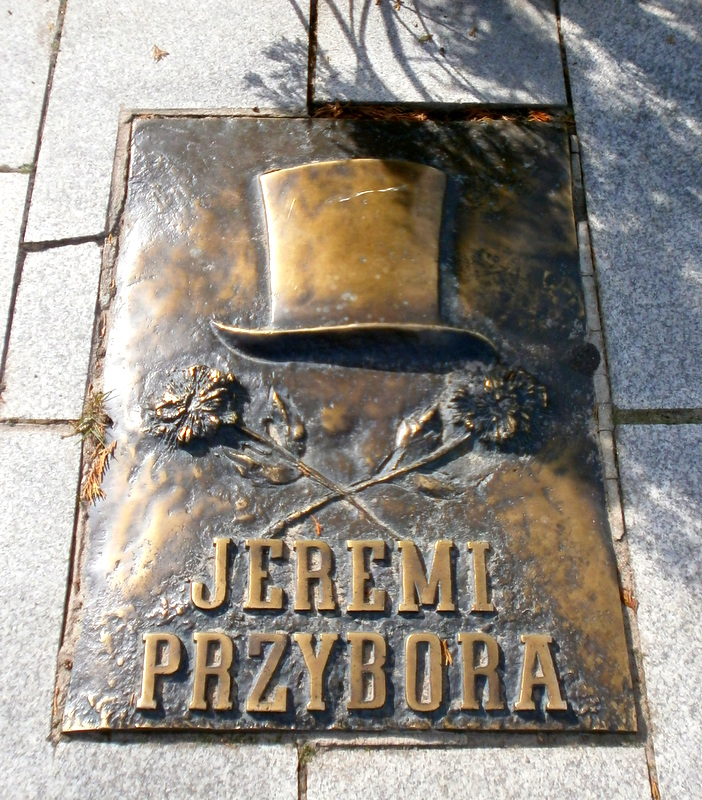
Międzyzdroje, Promenada Gwiazd

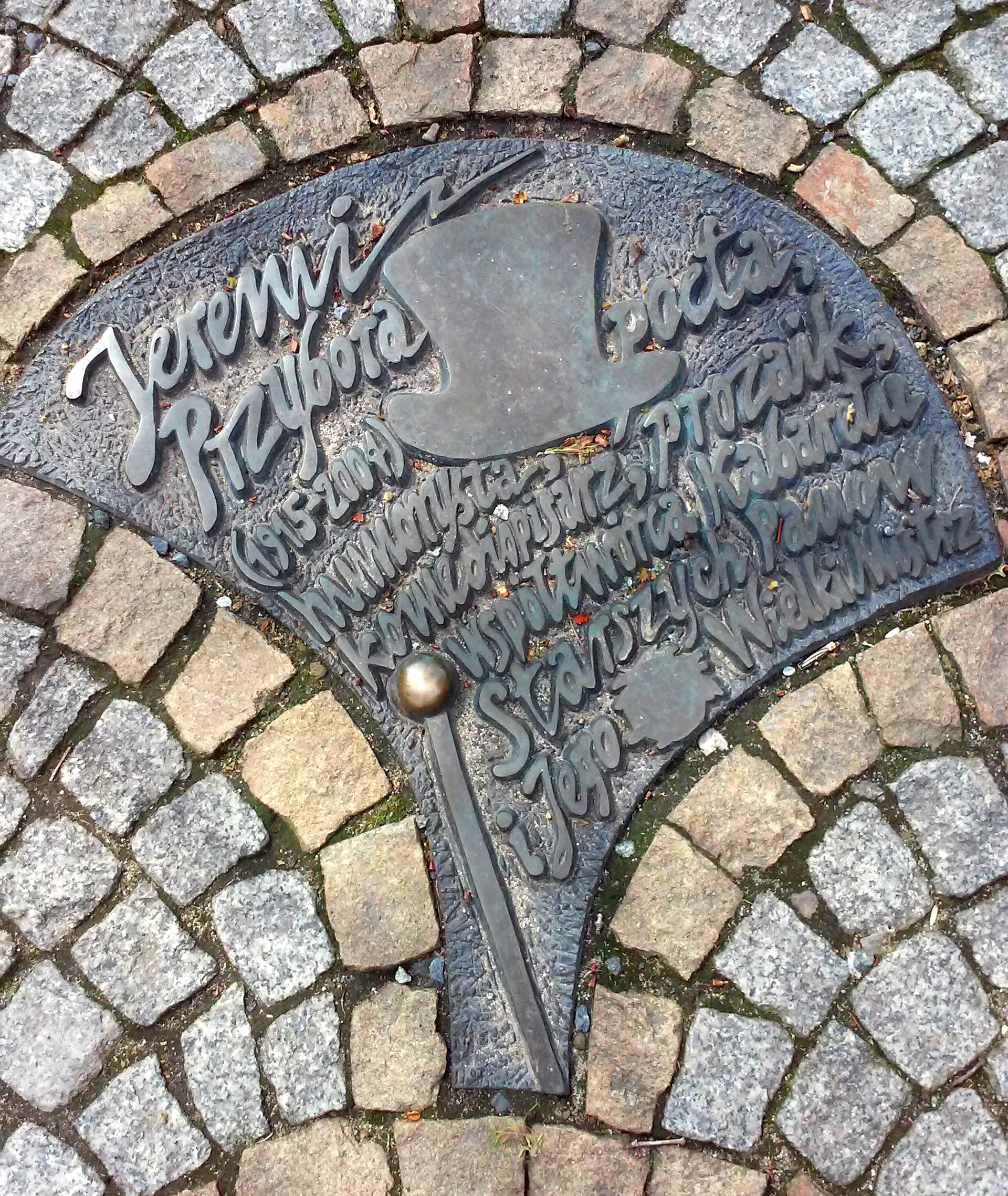
Legnica, Aleja Gwiazd Satyrykonu

Jeremi Stanisław Przybora (ur. 12 grudnia 1915 w Warszawie, zm. 4 marca 2004 tamże) – polski poeta, pisarz i satyryk.
Współtwórca (wraz z Jerzym Wasowskim) telewizyjnego Kabaretu Starszych Panów i Kabaretu Jeszcze Starszych Panów oraz radiowego teatrzyku „Eterek”, cyklu audycji telewizyjnych „Divertimento”, autor libretta do musicalu Piotruś Pan. Lektor Polskiej Kroniki Filmowej. Wydał prozą m.in. opowiadania, kolejne części swoich wspomnień Memuarów i zebrane teksty swoich wierszy Piosenki prawie wszystkie. Mistrzami i największymi inspiracjami Przybory byli m.in.: Tadeusz Boy-Żeleński, Andrzej Włast, Julian Tuwim, Jerzy Szaniawski, Konstanty Ildefons Gałczyński.

## Życiorys
Urodził się 12 grudnia 1915 w Warszawie. Pochodził z rodziny szlacheckiej, jego ojciec pieczętował się herbem Syrokomla. Był najmłodszym z trojga dzieci Stefana Józefata Tołkaczewicza-Przybory (1875–1931) i Jadwigi Antoniny z domu Kozłowskiej (1879–1961). Ojciec był inżynierem-cukiernikiem, właścicielem fabryki słodyczy i cukierni „L. Lourse – cukiernie i fabryka czekolady w Warszawie”, a matka zajmowała się domem. Miał dwoje starszego rodzeństwa: brata Wiesława (1904–1936) i siostrę Halinę Zofię (1908–1988). Jego kuzynem był aktor Andrzej Łapicki. Pierwsze imię otrzymał w hołdzie księciu Jeremiemu Wiśniowieckiemu, drugie – dziadkowi Stanisławowi Kozłowskiemu. Został ochrzczony w 1919, w dorosłym życiu był niewierzącym agnostykiem.
Gdy miał dwa lata, jego rodzice się rozwiedli, a ojciec odszedł do kochanki, Władysławy Adamskiej (1896–1956), z którą ożenił się w 1933. Do dziewiątego roku życia mieszkał z matką w Warszawie, w 1924 przeprowadził się do Miedzynia Wielkiego, gdzie przez trzy lata mieszkał z ojcem i macochą, po czym wrócił z nimi do stolicy. Ukończył ewangelickie Gimnazjum im. Mikołaja Reja w Warszawie, a następnie studiował w Szkole Nauk Politycznych, Szkole Głównej Handlowej i anglistykę na Uniwersytecie Warszawskim, jednak żadnych z tych studiów nie skończył.
Był redaktorem czasopisma literacko-artystycznego „Co Proszę?”, w którym publikował swoje humoreski. Jako humorysta unikał w tekstach kpiny politycznej, za to w okresie stalinizmu czasem podprogowo przemycał treści przychylne władzy. Od zimy 1936 do lata 1937 mieszkał w Szczorsach, gdzie został zatrudniony jako korepetytor z języka polskiego hrabiego Sieroży Chreptowicza-Butieniewa, którego uczył również po powrocie do Warszawy. Po powrocie został spikerem w warszawskim oddziale Polskiego Radia (Warszawa II). 
30 września 1939 wraz z Józefem Małgorzewskim i Marią Stpiczyńską wygłosił anglojęzyczną wersję mowy pożegnalnej tuż przed przekazaniem Warszawy II służbom niemieckim. W okresie wojny pracował jako pomocnik referenta w Wydziale Inspekcji Handlowej Zarządu Miejskiego i współprowadził sklep. W sierpniu 1944 zaczął działać w podziemnym oddziale Polskiego Radia w Warszawie. W trakcie powstania warszawskiego był żołnierzem Armii Krajowej i występował pod pseudonimem „Doman”, prowadził audycje w cywilnej rozgłośni Polskiego Radia, uruchomionego 9 sierpnia. W kwietniu 1945 został lektorem komunikatów w łódzkim oddziale Polskiego Radia.
Po zakończeniu wojny pracował w Rozgłośni Pomorskiej Polskiego Radia w Bydgoszczy, w której zadebiutował jako autor tekstów w cyklu audycji satyrycznych „Pokrzywy nad Brdą”. W latach 1947–1957 był członkiem Polskiej Partii Robotniczej i Polskiej Zjednoczonej Partii Robotniczej. Od 1947 był członkiem ZAiKS-u, od 1998 członkiem honorowym.
Po powrocie do Warszawy w czerwcu 1948 podjął pracę w redakcji rozrywki, w której przez kolejną dekadę m.in. tworzył autorski Radiowy Teatrzyk „Eterek”. W 1948 odnowił kontakt z Jerzym Wasowskim, którego poznał dziewięć lat wcześniej w radiu, i zaproponował mu pisanie muzyki do swoich tekstów. Na początku lat 50. został lektorem i redaktorem Polskiej Kroniki Filmowej. W tej samej dekadzie został członkiem Związku Artystów Scen Polskich. W październiku 1955 premierowo wystawił z Jerzym Wasowskim trzyaktową radziecką komedię Studencka miłość według Włodzimierza Abramowicza Dychawicznego w Teatrze Młodej Warszawy, a rok później wspólnie stworzyli spektakl Deszczowe impresje. Był etatowym pracownikiem w Teatrze Polskiego Radia. W 1957 został reżyserem w Redakcji Satyry i Humoru, wydał książkę pt. „Spacerek przez Eterek” i współtworzył scenariusz komedii muzycznej Ewa chce spać (1958).
W 1958 wraz z Jerzym Wasowskim stworzył Kabaret Starszych Panów. Był scenarzystą chłodno przyjętego przez krytykę filmu Kazimierza Kutza Upał (1964). Pochodząca z filmu piosenka „Kaziu, zakochaj się!”, którą napisał z Jerzym Wasowskim, stała się przebojem. W kolejnych latach napisał teksty piosenek dla innych wykonawców, m.in. dla Marii Koterbskiej („To będzie miłość nieduża”, „Domino” i „Nie mówmy, że to miłość”) oraz Anny Marii Jopek i Marcina Kydryńskiego („Najcichszy tekst”).
W 1966 zakończył działalność Kabaretu Starszych Panów, wyreżyserował chłodno przyjęty przez krytyków i widzów spektakl Jedzcie stokrotki w Teatrze Komedia w Warszawie, a także zaczął pracę jako starszy redaktor w Dziale Rozrywki i Muzyki Zespołu Programów Telewizyjnych oraz stworzył postkabaretowy program Divertimenta. W latach 60. zrealizował także dwa cykle słuchowisk: Tryptyki i Listy z podróży oraz publikował teksty w czasopiśmie „Szpilki”. W 1968 odebrał Krzyż Kawalerski Orderu Odrodzenia Polski. W 1970 premierę miał program Ścigana, którego był współautorem. Zrealizował również cykl telewizyjnych gawęd Opowieści Starszego Pana. W 1974 otrzymał Złoty Mikrofon za całokształt działalności radiowej od lat przedwojennych. W 1975 otrzymał Krzyż Oficerski Orderu Odrodzenia Polski. W 1976 wystąpił z Jerzym Wasowskim w programie telewizyjnym Pani X przeprasza, a w następnym roku zagrali razem w opowieściach kryminalnych: Definitywny upadek prezesa i Departament Trzynasty, które Przybora zrealizował w ramach autorskiego cyklu Teatr Nieduży. W 1978 z Wasowskim zrealizował wywiad telewizyjny pt. „Rozmowy z uśmiechem” oraz stworzył Kabaret Jeszcze Starszych Panów, który realizowali wspólnie przez kolejne dwa lata. W 1979 otrzymał Krzyż Komandorski Orderu Odrodzenia Polski. Również w latach 70. napisał z Jerzym Wasowskim kilkanaście piosenek do kukiełkowego spektaklu Taffy.
W 1989 podczas 26. Krajowego Festiwalu Piosenki Polskiej w Opolu odebrał festiwalowe Grand Prix, nagrodę specjalną Polskich Nagrań i Karolinkę (nagrodę im. Anny Jantar) za całokształt twórczości. W 1992 wydał książkę autobiograficzną pt. „Autoportret z piosenką”. W 1995 odebrał Diamentowy Mikrofon, nagrodę przyznawaną wybitnym twórcom przez Zarząd Polskiego Radia. Również w latach 90. wydał trzytomową autobiografię pt. „Memuary” oraz regularnie występował w programie Wojciecha Manna i Krzysztofa Materny MdM, do którego także pisał felietony. Przygotowywał także, na zlecenie Wydawnictwa Egmont, streszczenia bajek Walt Disney Animation Studios. W lutym 2000 premierę w Teatrze Muzycznym „Roma” miała polska wersja musicalu Piotruś Pan (reż. Janusz Józefowicz) z muzyką Janusza Stokłosy i libretto autorstwa Przybory.
Pod koniec życia chorował na zakrzepicę, zdiagnozowano u niego także czerniaka na plecach. W listopadzie 2003 udzielił wywiadu Grzegorzowi Turnauowi opublikowanego w „Tygodniku Powszechnym”. Zmarł 4 marca 2004 ok. godz. 1:00 wskutek ustania akcji serca. 20 marca po uroczystości pogrzebowej w stołecznym kościele ewangelicko-reformowanym został pochowany na cmentarzu ewangelicko-reformowanym (kwatera N-2-23).

## Życie prywatne
15 września 1939 ożenił się z piosenkarką Marią Burską (1910–2009), z którą miał córkę Martę (ur. 1943) i z którą rozwiódł się w 1958, siedem lat po rozpadzie ich małżeństwa. W latach 1958–1968 był żonaty z redaktorką radiową Jadwigą Berens (1919–1977), z którą miał syna Jana Konstantego (ur. 1956), specjalistę w dziedzinie reklamy. Był związany również z Zofią Żuchowską, piosenkarką Marią Koterbską, aktorką Krystyną Walczakówną, aktorką Barbarą Wrzesińską i poetką Agnieszką Osiecką. W listopadzie 1968 poślubił scenografkę Alicję Wirth (1926–2000).

## Twórczość
- Gburlet (W tym szaleństwie jest metoda, Kabaret „Stodoła”) (1957)
- Spacerek przez „Eterek” (1957)
- Listy z podróży (1964)
- Baśnie Szeherezadka (1966)
- Listy z podróży. Poczta druga (1969)
- Kabaret Starszych Panów. Wybór (1970)
- Miłość do magister Biodrowicz (1972)
- Kabaret Starszych Panów. Wybór drugi (1973)
- Dziecko Szczęścia. Listy z Podróży. Poczta trzecia (1975)
- Divertimento (1976)
- Mieszanka firmowa (1977)
- Uwiedziony (1978)
- Ciociu, przestrasz wujka (1979)
- Kabaret jeszcze Starszych Panów (1980)
- Teatr Nieduży (1980)
- Piosenki, które śpiewałem sam lub z Przyjacielem (1990)
- Piosenki, które śpiewali inni (1991)
- Autoportret z piosenką (1992)
- Nieszczęśliwy wypadek podczas wniebowzięcia (1994)
- Przymknięte oko opaczności. Memuarów cz. I (1994)
- Kabaret Starszych Panów I (1995)
- Przymknięte oko opaczności. Memuarów cz. II (1998)
- Zdążyć z happy endem. Memuarów cz. III (1998)
- ...słówko rymowane jak co roku (2000)
- Piotruś Pan – libretto musicalu (2001)
- Piosenki prawie wszystkie (2001)
- Przymknięte oko opaczności (2004)

## Ordery i odznaczenia
- Krzyż Komandorski z Gwiazdą Orderu Odrodzenia Polski (1997)[66]
- Krzyż Komandorski Orderu Odrodzenia Polski (1979)
- Krzyż Oficerski Orderu Odrodzenia Polski (1975)
- Krzyż Kawalerski Orderu Odrodzenia Polski (1968)
- Złoty Krzyż Zasługi (1954)[67]
- Odznaka 1000-lecia Państwa Polskiego (1967)[68]
- Odznaka Honorowa ZAiKS-u (1993)[69]

Źródło:.

## Nagrody i wyróżnienia
- Nagroda Przewodniczącego Komitetu do spraw Radia i Telewizji za twórczość radiową - cykl audycji „Teatrzyk Eterek - dalszy ciąg nastąpi” (1959)
- Nagroda Prezesa Rady Ministrów za twórczość dla dzieci (1961)
- II nagroda w konkursie Polskiego Radia na słuchowisko rozrywkowe za tekst Aureola (1963)
- Złoty Ekran dla indywidualności telewizyjnej (1964)
- Srebrna Maska w plebiscycie „Expressu Wieczornego” na najpopularniejszych aktorów telewizyjnych (1964)
- Nagroda Komitetu do spraw Radia i Telewizji (zespołowa) dla autorów cyklu radiowych audycji satyrycznych Zespół Dziewiątka (1965)
- wyróżnienie w konkursie Naczelnej Redakcji Programu III PR na słuchowisko współczesne za tekst Dama z pieskiem (1970)
- Nagroda Ministra Kultury i Sztuki III stopnia za twórczość radiowo-telewizyjną (1973)[70]
- Złoty Mikrofon – nagroda za całokształt działalności radiowej od lat przedwojennych, w szczególności za nowatorskie poczynania w dziedzinie słuchowisk i seriali słuchowiskowych (1973)[71]
- Nagroda Prezydenta m. st. Warszawy dla twórców i wykonawców programu „Zimy żal” w Teatrze Rampa w Warszawie
- Grand Prix, nagroda specjalna Polskich Nagrań i Karolinka (nagroda im. Anny Jantar) na 26. KFPP w Opolu za całokształt twórczości (1989)[50]
- nagroda Super Wiktor (wraz z Jerzym Wasowskim) za najciekawszy program telewizyjny 40-lecia (1992)
- Diamentowy Mikrofon – Nagroda Honorowa z okazji 70-lecia Polskiego Radia (1995)
- Nagroda Literacka im. Marii Ginter za książkę Przymknięte oko opaczności (1995)
- Tytuł Honorowego Starosty Kutnowskiego (1995)[72]
- Nagroda literacka ZAiKS-u dla tłumaczy (1998)[69]
- Fryderyk w kategorii: Album Roku – Poezja śpiewana za J. Przybora – J. Wasowski oraz polscy aktorzy (5CD) – „Piosenki Kabaretu Starszych Panów” (Polskie Radio -Warszawa) (2000)[73]
- tytuł Mistrza Mowy Polskiej (2001)
- Statuetka Gwiazda Telewizji Polskiej przyznana z okazji 50-lecia TVP (2002)

Źródło:.

## Upamiętnienie
- W 2003 powstała Polska Szkoła Sobotnia im. Jeremiego Przybory w Welwyn Garden City (Wielka Brytania)[75].
- Od 2005 w Kutnie odbywa się doroczny Ogólnopolski Konkurs Piosenek Jeremiego Przybory „Stacja Kutno”[76].
- W grudniu 2013 w Bydgoszczy otwarto kino „Jeremi”[77]. W 2015 w bydgoskiej Alei Ossolińskich posadzono drzewo i odsłonięto pamiątkową tablicę z napisem: „Dąb Jeremiego Przybory i Jerzego Wasowskiego, twórców Kabaretu Starszych Panów, posadzony w 100. rocznicę urodzin Jeremiego Przybory”[25].
- 23 kwietnia 2020 w Białobrzegach oddano do użytku ławeczkę pomnikową z wizerunkiem Jeremiego Przybory.

## Odniesienia w kulturze

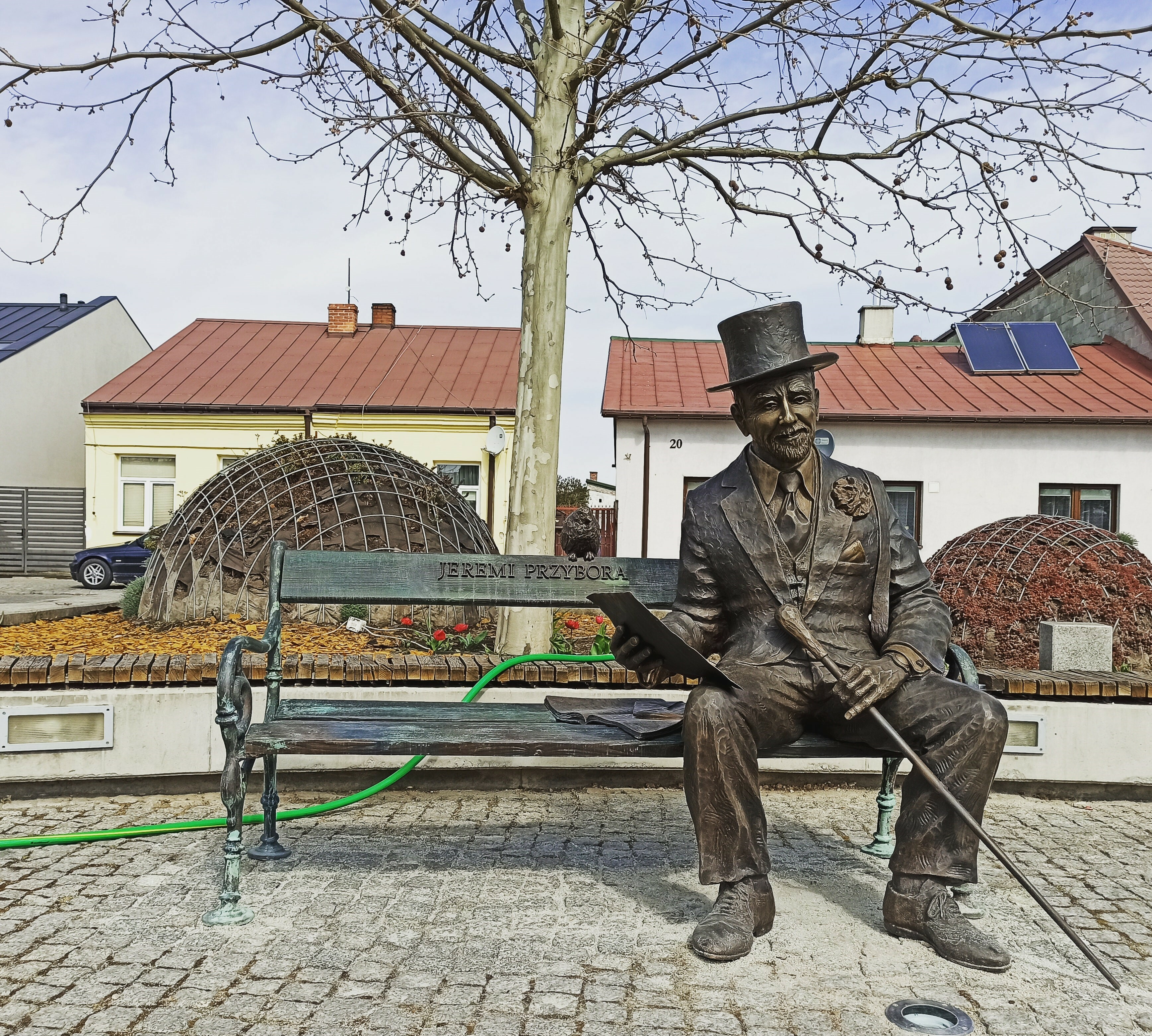
ławeczka Jeremiego Przybory w Białobrzegach

- W latach 1979–1981 emitowany był program Magdy Umer Zwierzenia przy fortepianie poświęcony twórczości Przybory[78].
- W 2000 roku na albumie pt. Pieśni ojczyźniane ukazała się piosenka „Żywot staruszka” w wykonaniu zespołu Kukiz i Piersi z tekstem Pawła Kukiza, oparta na tekście Jeremiego Przybory i muzyce Jerzego Wasowskiego.
- W oparciu o utwory Przybory i Wasowskiego powstał spektakl Zimy żal w reżyserii Magdy Umer[79].
- W 2004 Grzegorz Turnau nagrał album pt. Cafe Sułtan zawierający utwory Przybory[80]. W tym samym roku Janusz Szrom powołał do życia jazzową formację Straszni Panowie Trzej, która nagrała album z piosenkami z Kabaretu Starszych Panów w opracowaniu jazzowym.
- W 2010 Maciej Maleńczuk i Paweł Kukiz nagrali album pt. Starsi Panowie, zawierający 11 utworów z Kabaretu Starszych Panów. Gościnnie na płycie wystąpiły także Kayah, Renata Przemyk i Ewelina Flinta[76].
- We wrześniu 2010 nakładem wydawnictwa Agora ukazał się tom korespondencji między Przyborą a Agnieszką Osiecką z lat 1964–1966 pt. Agnieszki Osieckiej i Jeremiego Przybory listy na wyczerpanym papierze (ISBN 978-83-268-0078-8)[81]. Listy zostały opublikowane za zgodą Konstantego Przybory i Agaty Passent, córki Osieckiej.
- 8 grudnia 2011 Narodowy Bank Polski wprowadził do obiegu monety upamiętniające Przyborę i Wasowskiego, o nominałach:
  - 10 zł – wykonaną stemplem lustrzanym w srebrze,
  - 10 zł – wykonaną stemplem lustrzanym w srebrze (kwadrat),
  - 2 zł – wykonaną stemplem zwykłym ze stopu Nordic Gold[82].
- Na podstawie listów miłosnych Przybory i Osieckiej powstał spektakl pt. Listy na wyczerpanym papierze (reż. Lena Frankiewicz) w Teatrze Polskim w Warszawie[83] Premiera sztuki odbyła się 26 września 2013.
- W 2014 Straszni Panowie Trzej nagrali swój drugi album Straszni Panowie Trzej II, poświęcony piosenkom Jeremiego Przybory i Jerzego Wasowskiego.
- Przybora jest jednym z bohaterów serialu Osiecka; w jego rolę wcielił się Grzegorz Małecki[84].

## Piosenki z tekstami Jeremiego Przybory (wybór)
- „Antonina” (muzyka Wojciech Gąssowski, wyk. Test)
- „Deszcz” (muzyka Jerzy Wasowski, wyk. Maria Koterbska)
- „Ja dla pana czasu nie mam” (muzyka Jerzy Wasowski; z repertuaru Hanny Banaszak)
- „Jak pan mógł” (muzyka Jerzy Wasowski; z repertuaru Hanny Banaszak)
- „Nie mówimy, że to miłość” (muzyka Camillo Bargoni(inne języki), Al Stillman(inne języki), wyk. Maria Koterbska)
- „Panienka z temperamentem” (muzyka Jerzy Wasowski; z repertuaru Hanny Banaszak, Magdy Umer, Anny Marii Jopek)
- „Ja pana z sobą zabiorę” (muzyka Jerzy Wasowski; z repertuaru Kaliny Jędrusik, Magdy Umer)